# 八栗山上駅
八栗山上駅（やくりさんじょうえき）は、香川県高松市牟礼町牟礼にある、四国ケーブルの駅である。
香川県のみならず、四国最北端の鉄道駅である。

## 歴史
- 1931年（昭和6年）2月15日：八栗登山鉄道が八栗登山口 - 八栗山上間を開業。
- 1944年（昭和19年）2月11日：八栗登山口 - 八栗山上間が休止。資材を供出。
- 1960年（昭和35年）12月25日：八栗登山口 - 八栗山上間が廃止。
- 1964年（昭和39年）12月28日：八栗ケーブルにより八栗登山口 - 八栗山上間が開業。

## 駅周辺
- 四国八十八箇所第八十五番札所八栗寺

## ギャラリー

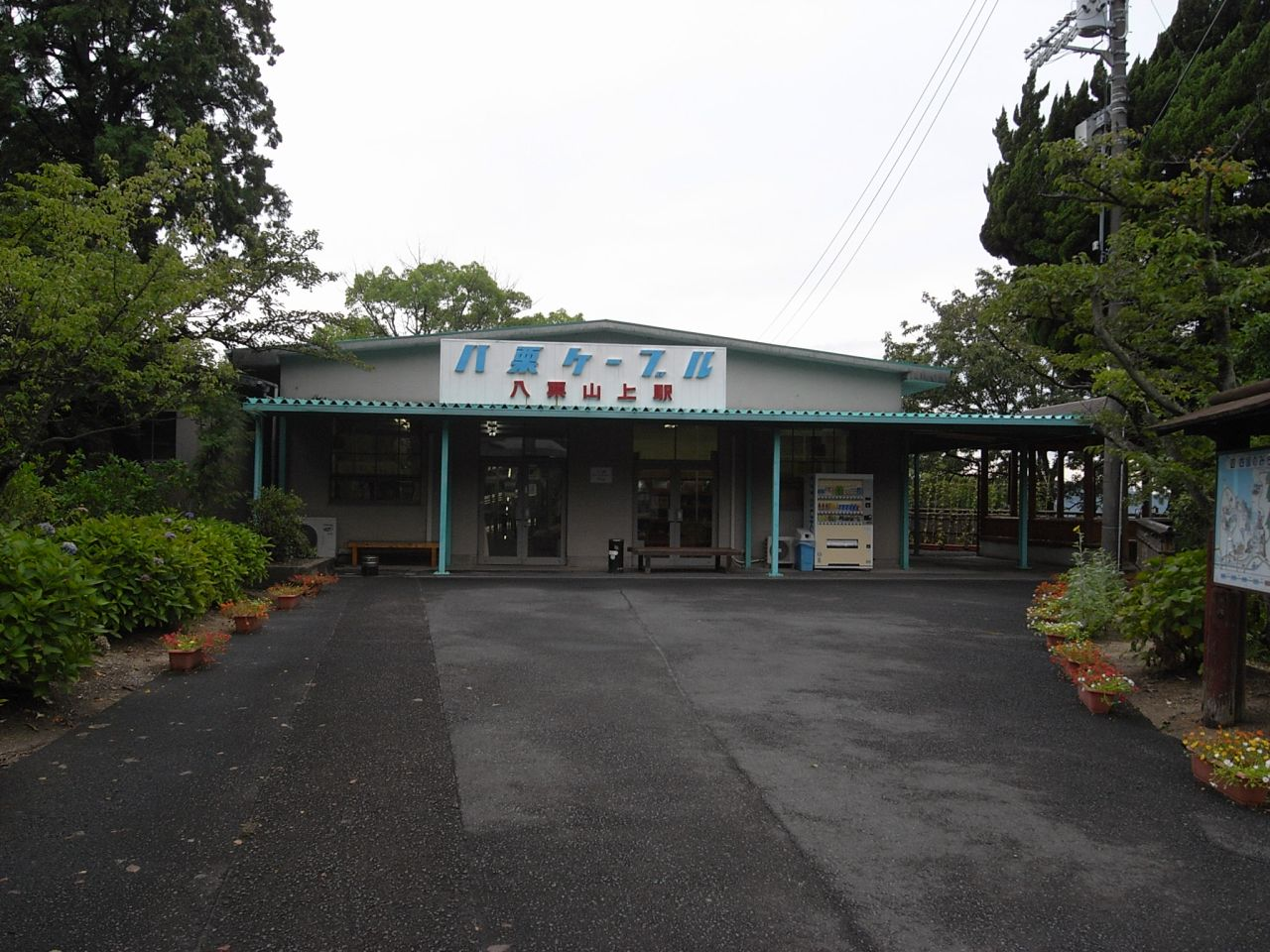
駅舎（2008年8月）
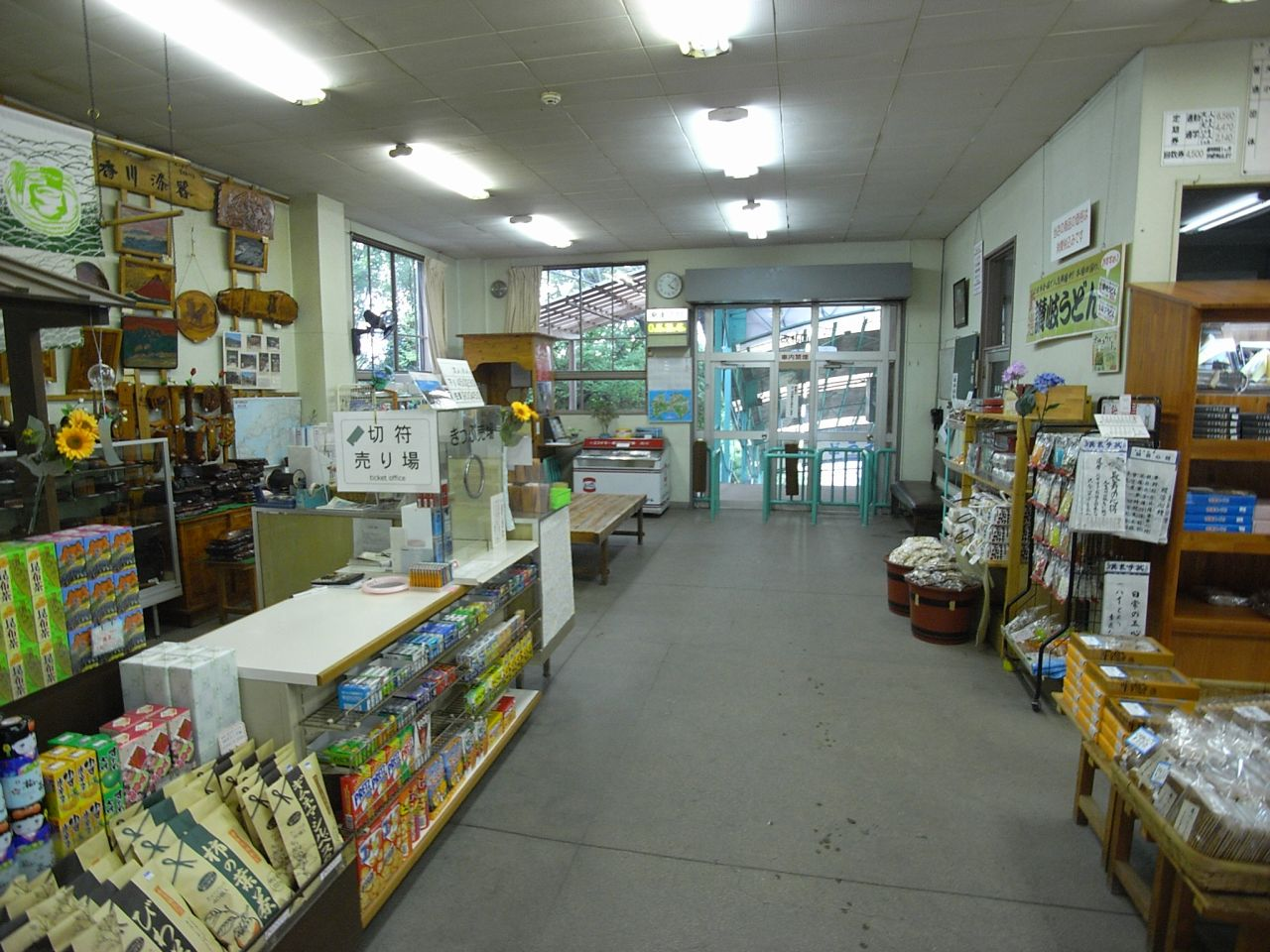
駅舎内（2008年8月）

## 隣の駅
四国ケーブル
八栗ケーブル　　　　　　　　　　　　　　　
八栗登山口駅 - 八栗山上駅